# Regio Noordkop

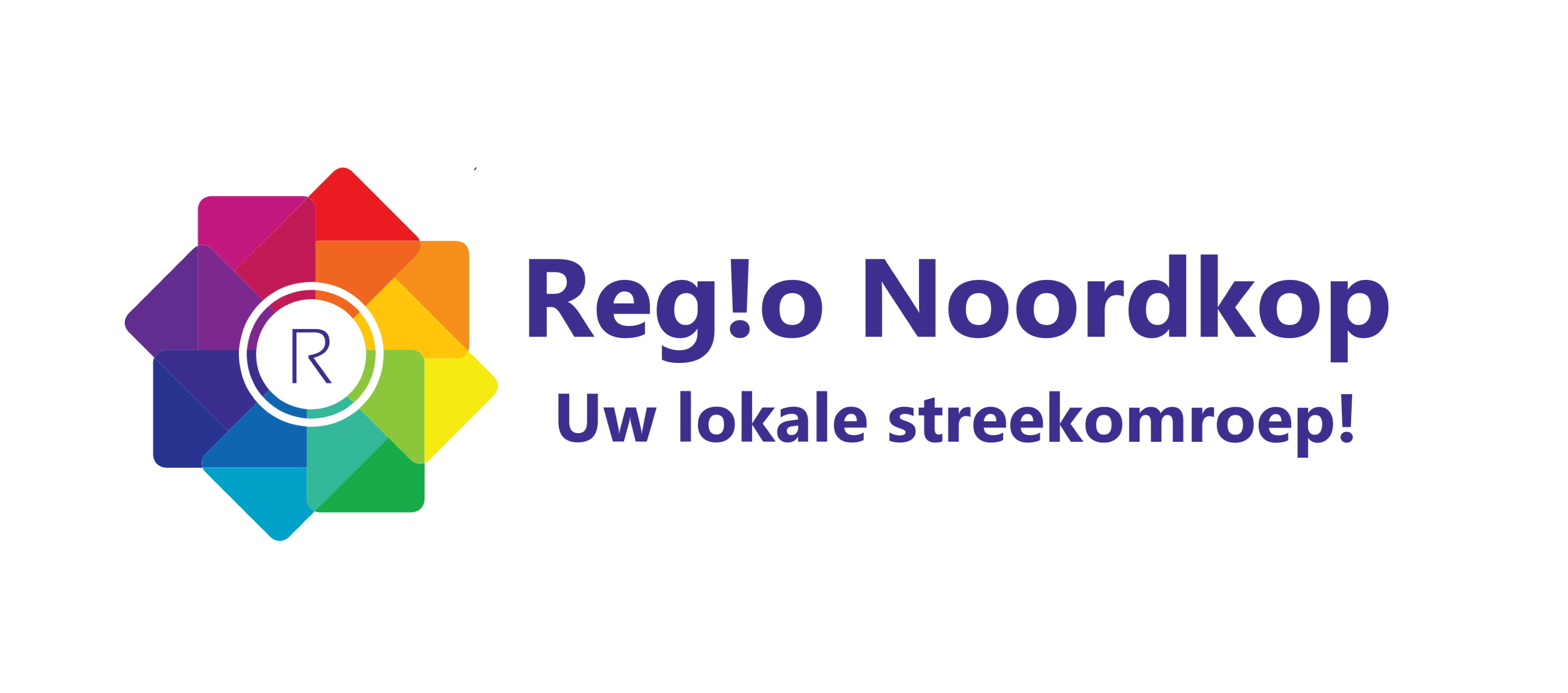
Het officiële logo van Regio Noordkop

Regio Noordkop is een lokale streekomroep in de Kop van Noord-Holland. Het is ontstaan uit een verregaande samenwerking tussen de lokale omroepen LOS Den Helder en RTV Noordkop uit Hollands Kroon. Regio Noordkop is gestart op 2 september 2019 en heeft de beschikking over een website, een televisiekanaal, een radiozender, social media en een app. Regio Noordkop werkt met enkele tientallen vrijwilligers en betaalde krachten. Per 1 januari 2023 werden LOS Den Helder en RTV Noordkop definitief samengevoegd tot Regio Noordkop en werd de omroep officieel aangewezen als streekomroep van de Noordkop. Per 1 september 2025 gaan Regio Noordkop en Noordkop Centraal samen verder onder de naam Noordkop247.
De radio- en tv-uitzendingen van Regio Noordkop zijn via vrijwel alle digitale aanbieders (Ziggo, KPN, T-Mobile, KabelTex, et cetera) in Noord-Holland Noord te ontvangen. Verder zijn deze ook online te vinden via de eigen website van de streekomroep, via de app van de omroep en een radiozender, te ontvangen in de ether via 105.6Mhz (FM), de eigen gratis app voor Android en IOS, vrijwel alle aanbieders van digitale radio en via de eigen website. Behalve met elkaar, werkt de streekomroep ook samen met de provinciale omroep NH Nieuws, met de NOS en met de lokale omroep uit Schagen. Regio Noordkop is ook erkend als officieel stagebedrijf voor zowel het mbo als het hbo.

## Geschiedenis
Na de samenvoeging in januari 2023 was alleen de FM-zender in Den Helder nog beschikbaar. In december 2023 werd een nieuwe FM-zender in gebruik genomen waardoor de streekomroep te ontvangen is in het gehele verzorgingsgebied.

### Professionalisering

#### Landelijke pilot
In december 2019 werd duidelijk dat Regio Noordkop was geselecteerd voor deelname aan een landelijke pilot met als doel professionalisering van de lokale journalistiek. Het door de omroep ingediende projectplan werd door het Stimuleringsfonds voor de Journalistiek als realistisch en haalbaar omschreven en mede daarom geselecteerd. Via het Stimuleringsfonds kreeg de omroep een extra bedrag om de lokale journalistieke slagkracht te versterken. In totaal mochten twintig omroepen deelnemen aan de pilot, onder hen ook AT5, Dtv, Omroep Venlo, RTV Dordrecht, WOS Media en Regio8. Deze pilot zou in eerste instantie twee jaar duren, maar werd later (vanwege corona) ingekort tot 21 maanden. De Tweede Kamer droeg het kabinet in december 2021 op de pilot alsnog met enkele maanden te verlengen, opdat het nieuwe kabinet de tijd had een beslissing te nemen over een eventueel vervolg. Een tweede pilot waar Regio Noordkop bij is betrokken betreft een samenwerking met de NOS.

#### Samenwerking
Sinds 1 januari 2023 ontvangt de omroep extra bekostiging dankzij deelname aan een nieuw landelijk project, waarvoor Regio Noordkop samen met Noordkop Centraal een aanvraag had ingediend. In totaal 22 omroepen in Nederland werden op basis van meerdere selectiecriteria geselecteerd voor deelname. Dit project maakt het voor beide omroepen mogelijk de redacties uit te breiden tot het minimum benodigde basisniveau voor een streekomroep. De samenwerking binnen dit project is voor beide omroepen bovendien onderdeel van een toekomstige samenvoeging, waarna dus één streekomroep voor de gehele Kop van Noord-Holland ontstaat. De streefdatum voor deze samenvoeging is 1 januari 2026, maar kan indien nodig naar voren worden gehaald. Dit laatste is afhankelijk van de kabinetsplannen voor de lokale (later streek)omroep sector in Nederland.